# Калинин, Николай Алексеевич
Николай Алексеевич Калинин (15.12.1924—05.01.1985) — советский хозяйственный деятель, директор Серпуховского радиотехнического завода. Герой Социалистического Труда.

## Биография
Из крестьян. Трудовую деятельность начал в 1940 году учеником токаря. 
Был призван в ряды Красной армии. Участник Великой Отечественной войны с 1943 года, в составе 5-й гвардейской армии Степного фронта сражался на Курской дуге. Был ранен. Награждён медалью «За отвагу».
После Великой Отечественной войны окончил Серпуховский приборостроительный техникум, позже в 1959 году — Московский авиационный институт.
С 1950 года работал на Серпуховском радиотехническом заводе Министерства радиопромышленности СССР (ныне РАТЕП), в 1960 году назначен его директором. С 1950-х годов участвовал в организации серийного выпуска бортовых систем управления противокорабельных крылатых ракет, РЛС управления корабельных зенитно-ракетных комплексов ближнего действия, гироскопических систем стабилизации и РЛС управления наведением противолодочных ракетоторпед. Руководил производством телеметрических станций, обслуживающих старты и траектории полётов межконтинентальных ракет и др.
Много сил уделял развитию Серпухова, фактически с нуля построил микрорайон им. Ногина.
Похоронен на Ивановском кладбище в Серпухове.

## Награды[1]
- Медаль «За отвагу» (СССР) (1944)
- Орден Трудового Красного Знамени (1963)
- Орден Ленина (1971; 1976)
- Золотая Медаль «Серп и Молот» (1976)
- Орден Октябрьской революции(1984)
- Медали СССР
- Почётный гражданин Серпухова

## Память
- В 2018 году в Серпухове установлен бронзовый бюст Н. А. Калинина.